# パワー・ビッグス
エドワード・ジョージ・パワー・ビッグス（Edward George Power Biggs、1906年3月29日 - 1977年3月10日）は、アメリカ合衆国のオルガニスト。

## 略歴
イギリス、エセックスのウェストクリフで生誕。ロンドンの王立音楽アカデミーで学ぶ。
1930年、アメリカ合衆国へ移住。アメリカ随一のオルガニスト、ハープシコード奏者として活躍する。
1977年3月10日にマサチューセッツ、ケンブリッジにて他界した。
録音はバッハをはじめとして数多く、コロムビアマスターワークスレコーズおよび RCA、Victorレーベルからリリースされた。CBS（現ソニー）で入手出来る。
| スタブアイコン | サブスタブ | この項目は、まだ閲覧者の調べものの参照としては役立たない、クラシック音楽に関連した書きかけの項目です。この項目を加筆・訂正などしてくださる協力者を求めています（P:クラシック音楽/PJ:クラシック音楽）。 |

| スタブアイコン | サブスタブ | この項目は、まだ閲覧者の調べものの参照としては役立たない、音楽関係者（バンド等）に関連した書きかけの項目です。この項目を加筆・訂正などしてくださる協力者を求めています（P:音楽/PJ:芸能人）。 |